# Ju-On: The Grudge 2
Ju-on: The Grudge 2 (呪怨2, Juon 2) és una pel·lícula de terror japonesa de 2003 i una seqüela de Ju-On: The Grudge. La pel·lícula va ser escrita i dirigida per Takashi Shimizu. Va ser llançat al Japó el 23 d'agost de 2003.
La sèrie segueix una maledicció creada per una mestressa de casa assassinada a una casa de Nerima, Tòquio. La maledicció cau sobre qualsevol que entri a la casa on van tenir lloc els assassinats. Tothom connectat a la casa des de llavors ha tingut un destí terrible. A la pel·lícula, Keisuke, el director d'un popular programa de terror de televisió, presenta a la scream queen, Kyoko Harase, com a convidada especial a un episodi ambientat a la casa Nerima. La maledicció comença a caure sobre tots els implicats en el rodatge, inclosa la mateixa Kyoko. Com totes les pel·lícules de la sèrie, la trama s'explica en ordre anacrònic, amb parts que sovint se superposen.

## Argument
Com la resta de la sèrie Ju-On, la pel·lícula transcorre durant un període i s'explica en un ordre no lineal com sis vinyetes superposades. La trama general implica la casa embruixada de la difunta família Saeki, els brutals assassinats de la qual causats per l'enamorament de Kayako Saeki per un altre home van provocar la creació d'una maledicció venjativa. Qualsevol que entri a la casa finalment serà consumit pels fantasmes de la família Saeki. Les vinyetes es presenten en el següent ordre: Kyoko (京子), Tomoka (朋香), Megumi (恵), Keisuke (圭介), Chiharu (千春) i Kayako (伽椰子). La trama està explicada cronològicament.
L'actriu de cinema embarassada Kyoko Harase i el seu promès Masashi Ishikura van a casa després que Kyoko protagonitzés un programa de televisió paranormal. El seu cotxe s'estavella quan apareix el fantasma de Toshio Saeki. Masashi entra en coma i Kyoko té un avortament involuntari. Kyoko es troba amb Toshio, que li toca l'estómac abans de desaparèixer, i li diu a la seva mare que devia ser l'esperit del seu fill perdut. Tres mesos després, Kyoko se sorprèn quan un metge li anuncia que està embarassada de tres mesos. Aquella nit, la mare de Kyoko mor després que en Toshio sigui vist a casa seva. La causa del seu embaràs es revela a les altres vinyetes.
Kyoko s'uneix a l'equip de filmació per gravar un episodi de l'espectacle paranormal a la casa Saeki de Nerima, Tòquio. La tripulació inclou el director Keisuke Okuni, l'ambiciós amfitrió Tomoka Miura i la perruqueria Megumi Obayashi. El rodatge va bé al marge d'alguns errors tècnics causats per Kayako. A la seva oficina, Keisuke s'adorm i no nota els fenòmens sobrenaturals a les imatges. Al vestidor, de sobte la Megumi és clavada al terra, i un flashback revela que està reflectint una Kayako moribunda. Kayako llavors mata a la Megumi.
Mentrestant, la Tomoka sent sorolls inquietants al seu apartament, és a dir, alguna cosa que colpeja la paret cada nit a les 12:27 del matí. El seu xicot Noritaka Yamashita va a l'apartament de Tomoka la nit després del rodatge. Quan en Tomoka arriba a casa, descobreix que ha estat penjat per una cortina de cabells negres i que el Toshio l'empeny contra la paret, creant un soroll. Kayako també penja en Tomoka, que mor exactament a les 12:27 del matí. En el present, Masashi surt del seu coma, mut i utilitzant una cadira de rodes, i sembla reaccionar malament davant el nou embaràs de Kyoko.
Keisuke condueix en Kyoko a casa, però veuen que la Megumi desapareix a la casa d'aquest últim. A dins, Keisuke es troba amb el fantasma de la Megumi, que li ofereix el diari de Kayako. Keisuke sospita que la supervivència de Kyoko a l'accident de cotxe va ser deliberada. Kyoko i Keisuke són perseguits pels fantasmes de Kayako i Megumi fins que Kyoko torna a la casa. Allà, es troba amb una adolescent Chiharu que intenta escapar, abans d'entrar en contraccions quan Kayako reclama Chiharu. En la seva pròpia vinyeta, Chiharu, que va aparèixer a Ju-on: The Grudge, segueix entrant i sortint gradualment de la casa en diferents moments fins que mor als braços de la seva amiga, reclamada per la maledicció.
Keisuke arriba a la casa, presenciant en Chiharu dins, però només troba una Kyoko inconscient. Ella és traslladada d'urgència a l'hospital i dona a llum, només perquè es produeixi un pandemoni: se suposa que Masashi es llançarà del terrat, Toshio apareix durant el part i l'equip de part moren de por. Keisuke entra a la sala de parts, només per presenciar en Kayako sortir del cos de Kyoko i matar-lo. Kyoko es desperta i troba el seu nadó esperant-la, que ella abraça.
Uns anys més tard, un nen jove de Nerima es troba amb una Kyoko gastada amb la seva filla, que s'assembla a Kayako. Kyoko és empesa fora del pont per la seva filla malèvola, que se'n va amb el diari de Kayako.

## Repartiment
- Noriko Sakai com a Kyoko Harase (原瀬 京子, Harase Kyōko)
- Shingo Katsurayama com a Keisuke Okuni (大国圭介, Ōkuni Keisuke)
- Chiharu Niiyama com a Tomoka Miura (三浦朋香, Miura Tomoka)
- Emi Yamamoto com a Megumi Obayashi (大林恵, Ōbayashi Megumi)
- Kei Horie com a Noritaka Yamashita (山下典孝, Yamashita Noritaka)
- Yui Ichikawa com a Chiharu (千春)
- Ayumu Saito com a Masashi Ishikura (石倉将志, Ishikura Masashi)
- Erika Kuroishi com a Hiromi (宏美)
- Kaoru Mizuki com a Aki Harase (原瀬 亜紀, Harase Aki)
- Shinobu Yuki com a Kaoru Ishikura (石倉 薫, Ishikura Kaoru)
- Takako Fuji com a Kayako Saeki
- Yuya Ozeki com a Toshio Saeki

## Mitjans domèstics
La pel·lícula es va estrenar en DVD el 18 de gener de 2005.
La versió PAL de dos discos, que inclou molts extres, com ara tràilers, imatges d'estrena, realització de, imatges darrere de les escenes, entrevistes, escenes suprimides/ampliades, un comentari d'àudio i un joc en DVD-ROM (una versió flash d'aquest joc també està disponible).